# Woman Like Me
"Woman Like Me" é uma canção do girl group britânico Little Mix com a participação da rapper trinidiana-estadunidense Nicki Minaj, contida em seu quinto álbum de estúdio LM5 (2018). Foi composta por Jess Glynne, Steve Mac, Onika Maraj e Ed Sheeran, sendo produzida por Mac. A faixa foi lançada em 12 de outubro de 2018, através da Syco, servindo como o primeiro single do disco.

## Antecedentes e lançamento
No inicio do mês de setembro o grupo começou a fazer algumas postagens nas redes sociais com indícios de que uma nova era estava se aproximando. Em 5 de setembro foi postado uma foto no Instagram do grupo com a legenda "It´s coming guys #WaitOnIt" dando a entender que os preparativos para o lançamento do novo single estavam quase pronto. Em 6 de setembro Leigh-Anne postou uma foto no estilo Polaroid em que esta escrito um trecho da canção, “I was born without a zip on my mouth...” Em 27 de setembro o grupo postou um vídeo também no instagram em que cantavam acapella do refrão de ‘’Woman Like Me’’, passados três dias o grupo posta um vídeo com o instrumental da canção e imagens das meninas de fundo, anunciando o nome, a participação, Nicki Minaj e a data de lançamento da mesma, 12 de outubro, mais tarde elas liberam a capa do single.

## Composição
"Woman Like Me" é uma canção pop e reggae fusion, e apresenta toques de música urbana. A canção foi composta pelos cantores britânicos Jess Glynne e Ed Sheeran e com o produtor e compositor norte-americano Steve Mac, inicialmente para o segundo álbum de estúdio de Jess, Always In Between, mas para ela a canção "não se encaixava onde o álbum estava indo", dando, então, a canção para Little Mix gravar. Em uma publicação no instagram, o grupo disse que o single é sobre celebrar as incríveis mulheres de todas as formas. E que elas não sentiam que há lugares suficientes para celebrar as mulheres hoje, por isso o novo single.
| |  |  |
| Jess Glynne (esquerda) e Ed Sheeran (direita) contribuíram na composição da canção. Originalmente a canção era de Jess Glynne mas a mesma recusou e ofereceu a musica ao Little Mix. |  |  |

No verso, "I like my coffee with two sugars in it", as meninas brincam com o famoso mnemônico de “um café, dois açúcares”, que ajuda as pessoas que lutam para soletrar a palavra “necessário”. O trecho "Insecure but I'm working with it, many things that I could get rid of, ain't about to give it up...", sofreu algumas alterações para mostrar que meninas não são tão confiantes com seus corpos, mas estão dispostas a assumi-los e a trabalhar a sua confiança, uma mensagem que Little Mix sempre pregou. O pré-chorus dá inicio com Jade "I made a few mistakes, I regret it nightly, I broke a couple hearts that I wear on my sleeve", fala de erros cometidos seja em vida pessoal seja em vida pública, relacionando com erros amorosos. A frase “wear on my sleeve” significa mostrar suas emoções de maneira aberta. Isso pode significar não se arrepende do que fez e mostrar orgulhosamente isso.
O trecho cantando por Jesy, "We can get a takeaway and sit on the couch, or we could just go out for the evening" relacionado com o lyric video postado no canal do YouTube do grupo, mostra um exemplo das meninas que rejeitam os papéis tradicionais de gênero nessa música. Em sequência Leigh-Anne canta fazendo menção ao alterego e a canção Drunk in Love da cantora Beyoncé, "Yoncé with a little bit of, "Love Drunk" in the middle with it".
A ponte da canção é feita com a entrada dos raps de Nicki, que faz referências as suas canções e a sua terra natal, o pais Trinidade e Tobago. Faz menção aqueles que não simpatizam com ela, aos "garotos rudes" e a sua grande banda, "...Baddies to my left and to the right a little scarier (uh), rude boy, tell me, can you handle all this derrière? (da derrière, rhrr)..." Se compara a um camaleão, pela sua mudança de imagem durante cada era de seus álbuns ou canções lançadas.

## Prêmios e indicações
| Ano  | Prêmio        | Categoria                   | Resultado | Ref.   |
| ---- | ------------- | --------------------------- | --------- | ------ |
| 2019 | Global Awards | "Best Song"                 | Venceu    | [ 11 ] |
| 2019 | Brit Awards   | "British Video of the Year" | Venceu    | [ 12 ] |

## Videoclipe
As filmagens para o videoclipe da faixa teriam sido feitas no final de setembro. Pinnock disse sobre o vídeo: "É, pessoalmente, um dos meus vídeos favoritos que filmamos. O que mais gosto é que a maior parte do vídeo é de todos nós como um grupo. Nós dificilmente temos solos.Nós nunca fizemos isso antes." O videoclipe foi lançado no dia 25 de outubro de 2018, no canal do grupo na Vevo. Começa com as garotas na parte de trás de uma van indo para o que parece ser uma escola reformatória, um castelo que aparenta ser construído para se ensinar o modo como uma mulher deve se portar diante da sociedade. Em cenas seguintes elas são vistas aprendendo a equilibrar um livro em cima de suas cabeças, como andar corretamente, e como comer corretamente. Mais tarde, o vídeo corta para uma tomada em que cada uma das meninas está fazendo algo que é estereotipadamente feminino. Perrie está passando roupa, Jade está servindo o chá, Jesy está cheirando as flores e Leigh-Anne está aspirando. Em outro take elas então, são vistas em uma balança, usando vestidos e calças; também há cenas em que as meninas estão em um salão de festas dançando em cadeiras. Quando o rap de Nicki começa, o vídeo pula para uma pintura em estilo vitoriano de Minaj que muda ao longo de seu verso em quanto ela é "um camaleão". Quando isso acontece, é cortado para clipes das meninas. Quando o verso termina e o refrão final começa, as garotas são vistas dançando em cima da van que as trouxe. Depois, as garotas são mostradas comendo de maneira “pouco feminina” e destruindo seus afazeres de casa, porque não se importam com os estereótipos. Eles estão vivendo suas vidas como querem que seja. O vídeo termina com uma foto das garotas juntas.

## Faixas e formatos
| Download digital |                 |         |  |
| N.º              | Título          | Duração |  |
| 1.               | "Woman Like Me" | 3:48    |  |

## Performances ao vivo
A canção foi performada pela primeira vez durante o Radio 1 Teen Awards 2018, seguida da performance de "Shout Out to My Ex", "Touch" e "Only You". Em 27 de outubro o grupo anunciou a performance da canção no reality show The X Factor, pelo instagram. A performance ocorreu no dia 28 de outubro, sendo a abertura do programa. A primeira performance com a presença de Minaj ocorreu durante o MTV Europe Music Awards de 2018,  no dia 4 de novembro, em Bilbao, Espanha. Em 13 de novembro, o grupo performou a canção durante o "Apple Music Presents: Little Mix, Live From London". "Woman Like Me" tambem foi performada no programa britânico "Michael McItyre's Big Show", pelo canal de TV britânico  BBC, em 17 de novembro. Em 10 de dezembro uma performance da canção foi transmitida no programa britânico "Strictly Come Dancing", durante a performance somente mulheres estavam no palco, sendo a primeira vez que "Woman Like Me" foi performada com uma banda. Durante a segunda noite do festival natalino,"Jingle Bell Ball" organizado pela rádio britânica "Capital FM", foi feita a performance da canção. Em 1 de fevereiro de 2019 o grupo performou a canção durante a nonagésima temporada da versão holandesa do reality The Voice junto de mais duas finalistas.  A canção foi performada no Brit Awards 2019, onde a rapper Ms Banks fez uma participação no lugar de Minaj.

## Créditos
Créditos adaptados do Tidal:
- Little Mix – vocais
- Nicki Minaj – vocal
- Jess Glynne – composição
- Ed Sheeran – composição, baixo, violão
- Steve Mac – produção, compositor, teclado, piano
- Chris Laws – bateria, engenheiro de som, programador
- Dann Pursey – engenheiro de som
- John Parricelli – violão
- Phil Tan – mixagem
- Randy Merrill – masterização

## Charts
| Charts (2018)                                               | Melhor posição |
| ----------------------------------------------------------- | -------------- |
| Alemanha (Media Control Charts)                             | 53             |
| Austrália (Aria)                                            | 23             |
| Áustria (Ö3 Austria Top 40)                                 | 33             |
| Bélgica (Ultratop 50 Flandres)                              | 23             |
| Bélgica (Ultratip Wallonia)                                 | 2              |
| Canadá (Canadian Hot 100)                                   | 60             |
| Croácia (HRT)                                               | 28             |
| Escócia (Scottish Singles Chart)                            | 2              |
| Eslováquia (Singles Digitál Top 100)                        | 19             |
| Espanha (Physical/Digital Songs) (PROMUSICAE)               | 12             |
| Estados Unidos (Bubbling Under Hot 100 Singles) (Billboard) | 4              |
| Grécia (International Digital Singles)                      | 7              |
| Hungria (Single Top 40)                                     | 23             |
| Hungria (Stream Top 40)                                     | 16             |
| Irlanda (IRMA)                                              | 3              |
| Israel (Media Forest TV Airplay)                            | 1              |
| Itália(FIMI)                                                | 79             |
| Japão (Japan Hot Overseas) (Billboard)                      | 6              |
| Japão (Japan Hot 100)                                       | 87             |
| Letônia (Latvijas Top 40)                                   | 9              |
| Líbano (Lebanese Top 20)                                    | 6              |
| Noruega (VG-lista)                                          | 32             |
| Nova Zelândia (Recorded Music NZ)                           | 23             |
| Países Baixos (Dutch Top 40)                                | 27             |
| Países Baixos (Mega Single Top 100)                         | 27             |
| Portugal (AFP)                                              | 28             |
| Reino Unido (UK Singles Chart)                              | 2              |
| Chéquia (Singles Digitál Top 100)                           | 29             |
| Roménia (Airplay 100)                                       | 24             |
| Singapura (RIAS)                                            | 13             |
| Suécia (Sverigetopplistan)                                  | 65             |
| Suíça (Schweizer Hitparade)                                 | 31             |
| União Europeia (Euro Digital Songs) (Billboard)             | 3              |

### Charts anuais
| Charts (2018)                     | Melhor posição |
| --------------------------------- | -------------- |
| Bélgica Urban (Ultratop Flanders) | 47             |

## Certificações
| Austrália | ARIA           | Platina  | 70,000^  |
| Brasil | PMB            | Diamante | 160,000‡ |
| Canadá | Music Canada   | Ouro     | 40,000^  |
| Dinamarca | IFPI Dinamarca | Ouro     | 45,000‡  |
| México | AMPROFON       | Ouro     | 30,000‡  |
| Noruega | IFPI Noruega   | Ouro     | 30,000‡  |
| Polónia | ZPAV           | Platina  | 20,000*  |
| Reino Unido | BPI            | Platina  | 600,000‡ |
| Suíça | IFPI Schweiz   | Ouro     | 10,000‡  |
| * Número de vendas definido com base apenas no nível de certificação. ^ Número de embarques definido com base apenas no nível de certificação. ‡vendas+streaming definido com base apenas no nível de certificação. |                |          |          |

## Histórico de lançamento
| País   | Data                  | Formato                     | Gravadora  | Ref.   |
| ------ | --------------------- | --------------------------- | ---------- | ------ |
| Itália | 26 de outubro de 2018 | Contemporary hit radio      | Sony Music | [ 69 ] |
| Mundo  | 12 de outubro de 2018 | Download digital, streaming | Syco Music | [ 70 ] |